# Sainte-Suzanne-et-Chammes
Sainte-Suzanne-et-Chammes – gmina we Francji, w regionie Kraj Loary, w departamencie Mayenne. W 2013 roku liczba ludności wynosiła 1338 mieszkańców.
Gmina została utworzona 1 stycznia 2016 roku z połączenia dwóch ówczesnych gmin: Chammes oraz Sainte-Suzanne. Siedzibą gminy została miejscowość Sainte-Suzanne.